# Santa Genoveva (Goiânia)
Santa Genoveva é um bairro que se localiza na região norte da cidade brasileira de Goiânia, no estado de Goiás. É subdividido em duas regiões: Santa Genoveva I e II. Parte do bairro é residencial e outra é comercial, principalmente nas grandes avenidas da região.
Existem também outros bairros conurbados e circunvizinhos do Santa Genoveva, que são: Jardim Guanabara, Negrão de Lima, Jaó e Goiânia 2, todos também da mesma região.
O grande destaque do Santa Genoveva fica por conta do Aeroporto Internacional Santa Genoveva-Goiânia, o maior de Goiás, que se localiza entre o bairro e o Jardim Guanabara, a uma distância de oito quilômetros do Centro de Goiânia, onde passam quase dois milhões de pessoas por ano.
Segundo dados do Instituto Brasileiro de Geografia e Estatística (IBGE), divulgados pela prefeitura, no Censo 2010 a população do Santa Genoveva era de 6 078 pessoas.